# Antispila aurirubra
Antispila aurirubra is een vlinder uit de familie van de Heliozelidae. De wetenschappelijke naam van de soort is voor het eerst geldig gepubliceerd in 1915 door Braun.